# Maculatipalma frondicola
Maculatipalma frondicola är en svampart som beskrevs av J. Fröhl. & K.D. Hyde 1995. Maculatipalma frondicola ingår i släktet Maculatipalma, ordningen Diaporthales, klassen Sordariomycetes, divisionen sporsäcksvampar och riket svampar.   Inga underarter finns listade i Catalogue of Life.